# Sigismund I al Poloniei
Sigismund I (în poloneză Zygmunt I Stary, în trad. Sigismund I cel Bătrân), (n. 1 ianuarie 1467, Kozienice, Mazovia, Polonia – d. 1 aprilie 1548, Cracovia, Regatul Poloniei) a fost rege al Poloniei (Uniunea statală polono-lituaniană) în 1506-1548. A făcut parte din dinastia Iagielonilor.

## Biografie
În momentul în care a fost ales rege al Poloniei, în anul 1506, era principe al Sileziei, în cadrul Sfântului Imperiu Roman. A urmat pe tronul Poloniei fraților săi mai mari, Ioan Albert și Alexandru. Cel mai mare dintre frați, Vladislav al II-lea, era concomitent rege al Boemiei, Ungaria și Croației.
Tatăl celor patru a fost regele Cazimir al IV-lea al Poloniei, iar mama lor a fost Elisabeta de Habsburg, nepoata împăratului Sigismund de Luxemburg.

## Viața
Fiul regelui Cazimir al IV-lea și a Elisabetei de Austria, Sigismund i-a urmat pe frații săi, Ioan I Albert și Alexandru I, la tronul Poloniei. Fratele lor mai tânăr, Vladislav al II-lea, a devenit rege al Ungariei și Boemiei.
Sigismund a fost botezat ca omonim al bunicului din partea mamei sale, împăratul Sigismund de Luxemburg, care a murit în 1437.
Sigismund s-a confruntat cu provocarea de a consolida puterea internă, în scopul de a face față amenințărilor externe ale țării. În timpul domniei lui Alexandru, fusese instituită legea Nihil novi, care le interzicea regilor Poloniei să adopte legi, fără acordul Seimului. Acest lucru a stricat relațiile lui Sigismund cu szlachta (nobili polonezi) și magnații. 
În ciuda acestui lucru, el a stabilit o armată de recruți și birocrația necesară pentru a-l finanța. El a înființat codurile juridice care formalizau iobăgia în Polonia, blocând țăranii pe moșiile nobililor.
După moartea lui Janusz al III-lea al Masoviei în 1526, Sigismund a reușit să anexeze Ducatul Masoviei. Intermitent în războiul cu Vasile al III-lea al Moscovei, începând din 1507, (înainte, armata sa era în totalitatea sub comanda lui). Anul 1514 a fost marcat prin căderea cetății Smolensk (sub dominație lituaniană) picând în mâinile forțelor moscovite. Aceste conflicte au făcut parte din războaiele moscovite. În 1515 el a intrat în alianță cu Sfântul Împărat Roman, Maximilian I.
În schimb pentru Maximilian, Sigismund a fost de acord cu căsătoria copiilor fratelui său, Vladislav al II-lea al Boemiei și Ungariei, cu nepoții lui Maximilian. Prin acest contract de căsătorie, Boemia și Ungaria au trecut în Casa Habsburg în 1526, la moartea nepotului lui Sigismund, Ludovic al II-lea.
Îngrijorat de legăturile tot mai mari dintre Habsburgi și Rusia, în 1524 Sigismund a semnat o alianță franco-poloneză cu regele Fracisc I al Franței. Cu toate acestea, acordul a căzut după ce Francisc I a fost învins de Carol Quintul în Bătălia de la Pavia (1525).
Războaiele poloneze împotriva Cavalerilor Teutoni s-au încheiat în 1525, când Albert, Ducele de Prusia și nepotul lui Sigismund, s-a convertit la luteranism, securizând Ordinul și aducând omagiu lui Sigismund. 
În alte probleme ale politicii, Sigismund a căutat o coexistență pașnică cu Hanatul Crimeei, însă nu a reușit să pună capăt complet disputelor de frontieră.
Sigismund era interesat de umanismul renascentist și de renașterea antichității clasice. El și a doua consoartă, Bona Sforza, fiica lui Gian Galeazzo Sfoza de Milano, au fost patronii culturii renascentiste, care, sub domnia lor, a început să înflorească în Polonia și în Marele Ducat al Lituaniei.
La moartea lui Sigismund, fiul său, Sigismund al II-lea August a fost ultimul rege Iagello al Poloniei și al Marelui Ducat al Lituaniei.
Sigismund a fost membru al Ordinului Lâna de Aur.

## Căsătoria și copiii
În 1512, Sigismund s-a căsătorit cu o nobilă maghiară numită Barbara Zápolya, cu care a avut doi copii:
- Hedwig of Brandenburg (1513–1573)
- Ana (1 iulie 1515 – 8 mai 1520)

Barbara a murit în 1515.
În 1517, Sigismund s-a căsătorit cu Bona Sforza, cu care a avut următorii copii:
- Regina Isabela a Ungariei
- Sigismund al II-lea al Poloniei
- Sofia, Ducesă de Brunswick-Lüneburg
- Ana I a Poloniei
- Regina Caterina a Suediei
- Wojciech Olbracht

Cu amanta sa, Katarzyna Telniczenka, acesta a avut trei copii în afara căsătoriei:
- Jan (8 ianuarie 1499 - 18 februarie 1538), Episcop de Wilen (1519) și de Posen (1536)
- Regina (1500/1501 - 20 mai 1526), s-a căsătorit pe 20 octombrie 1518 cu Hieronim von Szafraniec, Staroste de Teschen
- Caterina (1503 - 9 septembrie 1548), s-a căsătorit în 1522 cu George al II-lea Conte de Montfort în Pfannberg

## Biografie
- Kenneth F. Lewalski, "Sigismund I of Poland: Renaissance King and Patron," Studies in the Renaissance, (1967) 14#1 pp 49-72 in JSTOR
- The Cambridge History of Poland by Oskar Halecki p.309
- The Papacy and the Levant (1204–1571) by Kenneth M. Setton p.312
- Marek, Miroslav. "Genealogy.eu, Miroslav Marek, Poland and Lithuania, Jagelon Family". Genealogy.EU

1. 1 2  „Sigismund I al Poloniei”, Gemeinsame Normdatei, accesat în 18 octombrie 2015
2. ↑  IeSBE / Bona Sforța[*] Verificați valoarea |titlelink= (ajutor)